# 파즈르 국제 영화제
파즈르 국제 영화제(페르시아어: جشنواره بین المللی فیلم فجر, 영어: Fajr International Film Festival)는 이란의 국제 영화제이다. 수도 테헤란에서 매년 2월과 4월에 개최된다.